# Geurt van Beuningen

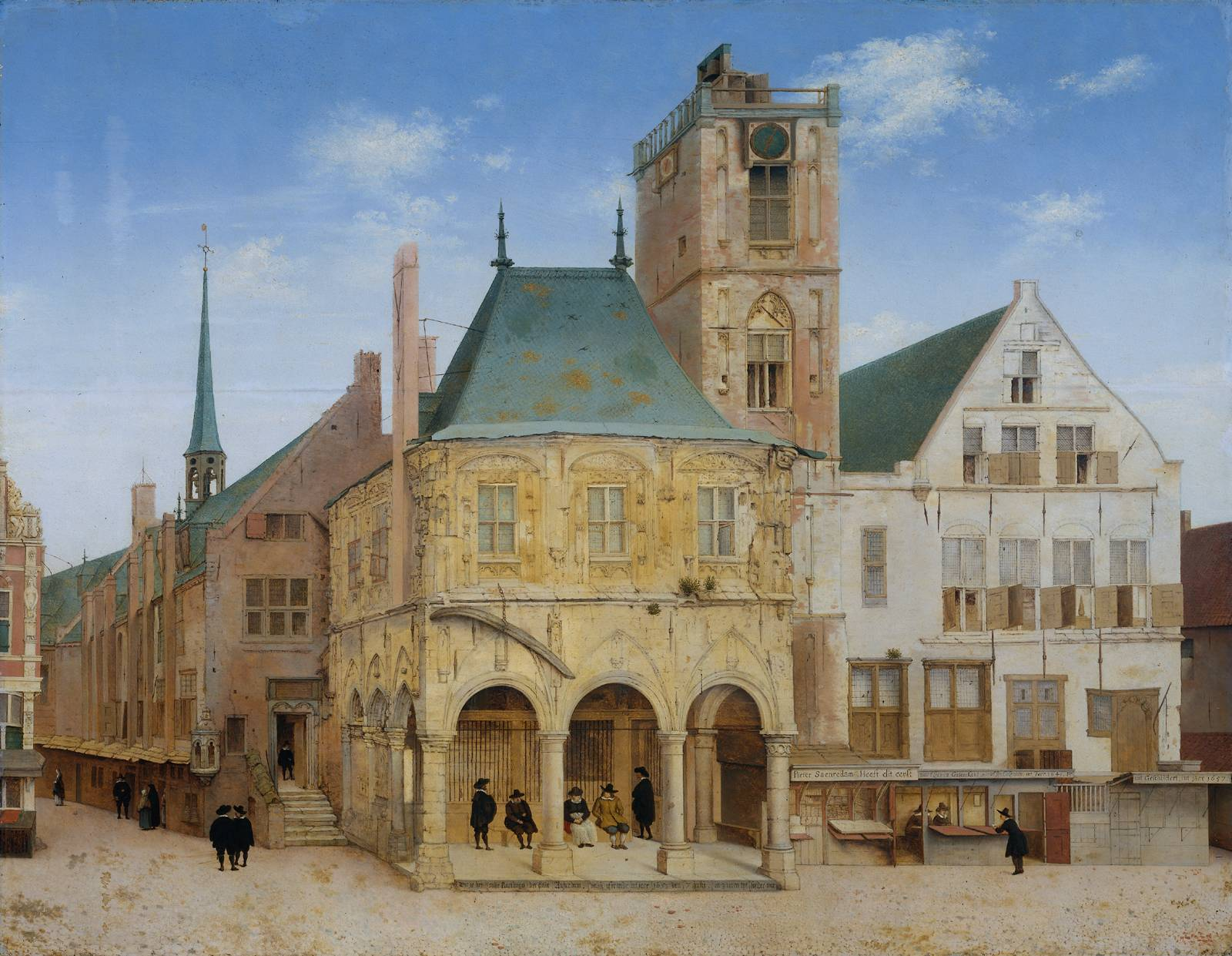
Het oude stadhuis door Pieter Jansz. Saenredam

Geurt D. van Beuningen (verm. Amsterdam, 1565 – Amsterdam, 19 november 1633) was een Amsterdamse koopman, burgemeester en bewindhebber van de VOC.

## Biografie
Van Beuningen, telg uit het geslacht Van Beuningen, was aanvankelijk zuivelkoopman in de Kalverstraat. Hij verhuisde rond 1600 naar een nieuw pand op hoek van de Sint Antoniesbreestraat en de Moddermolensteeg, naast de kunstschilder Pieter Lastman. In 1600 rustte hij de expeditie van Jacob Cornelisz. van Neck uit, een reis die twee jaar duurde. Ieder van de 600 bemanningsleden aan boord van zes schepen had recht op vier pond brood per week en een liter wijn per dag. Op elk schip lagen 600 kazen, 100 tonnen bier, zes tonnetjes paling, vijf tonnen spek en haring, mierikswortel, pruimen, krenten, kappertjes, tabak en een gigantische hoeveelheid boter, gort, bonen en gedroogde vis, etc.  Van Beuningen behoorde tot de eerste inschrijvers van de VOC. Bij de oprichting in 1602 heeft hij 15.000 gulden ingelegd. Als grootaandeelhouder is hij benoemd tot bewindhebber bij de Vereenigde Oostindische Compagnie (VOC). 
In 1613 was hij kapitein bij de schutterij en liet hij zich schilderen door Jan Tengnagel. Van Beuningen stond na 1618  bekend als remonstrant. Remonstranten waren niet-kerks, vrijzinnig, tolerant en voor vrede met Spanje. Van Beuningen kocht in 1623 alle peper op om de VOC van de ondergang te redden, een actie die hem geen windeieren zal hebben gelegd en die ook door anderen nagevolgd zou worden.

## Anekdote
Van Beuningen was jaren lid van de Amsterdamse vroedschap. Over zijn benoeming tot burgemeester, tegelijk met Andries Bicker in 1627, is uit de hand van Vondel de volgende anekdote bekend: nauwelijks van een zware ziekte hersteld, was Van Beuningen op het stadhuis present, waar een cruciaal besluit zou moeten worden genomen. Van Beuningen had behalve het advies van dokter Nicolaes Tulp ook de mening gevraagd van een rooms-katholieke arts. Deze ried hem aan om samen met Tulp in zijn koetsje naar het stadhuis te rijden. Burgemeester Reynier Pauw, een fel contraremonstrant en een van de rechters van Johan van Oldenbarnevelt, reageerde ontsteld toen hij Van Beuningen zag binnenkomen.

## Zoon en kleinzoon
Zijn dochter Maria trouwde een lid van de familie Reael. Zijn zoon Dirk van Beuningen (1588-1648) trouwde in 1619 met Catharina Burgh, de zuster van Albert Burgh. Dirk van Beuningen handelde voornamelijk op Moscovië en de Levant, tezamen met zijn zwager Reynier Reael. Het echtpaar kreeg zes kinderen, onder wie de roemruchte Coenraad van Beuningen.